# Sztyeppi lótücsök
A sztyeppi lótücsök (Gryllotalpa stepposa) a valódi tücskök családjába tartozó, Eurázsiában honos tücsökfaj.

## Megjelenése
A sztyeppi lótücsök testhossza a hím esetében 35-40 mm, a nőstény 40-50 mm. Testalkata vaskos, erőteljes. Háta sötétbarna, hasa okkersárga. Testét finom, bársonyos szőrök fedik. Csápjai viszonylag rövidek, kb. akkorák mint a fej és torpajzs együttes hossza. Első lábai robusztus ásólábakká alakultak. Az elülső szárnyak kb. a potroh közepéig érnek, míg a hátsó szárnyak a potroh végét is elérhetik. A hímek első szárnyain Y alakú érmintázat látható. A potrohfüggeléke mindkét nem esetében hosszúak és szőrösek, a nőstény tojócsöve rövid és kívülről nem látható. 
A hím meleg tavaszi estéken énekel egy kis föld alatti kamrából. Erős, mély, rezgő hangja messzire hallatszik és hasonlít a lappantyú hangjához. Akár fél percig is énekelhet megszakítás nélkül. 

### Hasonló fajok
A közönséges lótücsöktől csak szakértő tudja megkülönböztetni a hím ivarszerve (epiphallusa), lábának alakja, éneke alapján. A hím kromoszómaszáma 2n=14 (ritkán 15 vagy 16, ezek valószínűleg hibridek), míg a közönséges lótücsök esetében 2n=12.   

## Elterjedése
A Kelet-Balkántól Dél-Ukrajnán és Dél-Oroszországon keresztül egészen Közép-Ázsiáig honos. A 2010-es években derült ki, hogy a korábban közönséges lótücsökként elkönyvelt példányok jelentős része Magyarországon, Szerbiában és Romániában valójában ehhez a fajhoz tartozik, így elterjedésének nyugati határa jelentősen kibővült. Magyarországon a Dunántúlon, Budapest környékén és az Alföldön egyaránt kimutatták, de tényleges elterjedtsége és gyakorisága egyelőre nem ismert.

## Életmódja
Életmódja valószínűleg hasonlít a közönséges lótücsökéhez. Föld alatti járatokban él, éjszaka aktív. Rovarokkal és gyökerekkel táplálkozik. 
Magyarországon nem védett.